# Telegram Open Network
The Open Network (também Telegram Open Network) abreviada como TON é uma rede e plataforma blockchain de quinta geração, desenvolvida pelo Telegram com suporte à aplicações descentralizadas e contratos inteligentes, serviço de armazenamento de arquivos distribuído, serviço de micropagamentos, um serviço de proxy e DNS. A TON será construída usando tecnologia de ledger distribuída em blockchain, e permitirá que desenvolvedores de aplicativos, editores e criadores de conteúdo ganhe e use Grams para fazer transações. Ao contrário do mecanismo de mineração de prova de trabalho do Bitcoin, a plataforma de blockchain da TON é baseada em um algoritmo de prova de participação. A blockchain TON visa ter as transações mais rápidas.

## Blockchain TON
A blockchain TON é a tecnologia subjacente da plataforma e inclui uma cadeia mestre e até 292 cadeias secundárias. Ela foi planejada para ser integrada dentro do aplicativo de mensagens Telegram.

## Criptomoeda TON
Antes de lançar sua própria criptomoeda chamada Gram, o Telegram, a fim de atrair investimentos para desenvolver a TON, realizou duas rodadas de ICO. Os tokens que foram vendidos aos investidores serão trocados posteriormente por Grams em uma proporção de 1 para 1.
Em fevereiro de 2018, o Telegram arrecadou $850 milhões durante a primeira rodada do ICO, 2,25 bilhões de tokens (45% do número total de futuras Grams) foram vendidos a um preço de $0,38 por token. O valor mínimo de investimento para participar desta rodada foi de $20 milhões. Em seguida, a segunda rodada de oferta de tokens começou. Durante a primeira parte desta oferta, o preço de um token foi de $1.33. O montante mínimo de investimento para a participação nesta rodada foi de $1 milhão, tendo em conta o volume de colocação, estima-se que 640 milhões de tokens foram vendidos durante este estágio. Dessa forma, durante os dois últimos posicionamentos 2,89 milhões de tokens foram vendidos (58% do número total de futuras Grams). A próxima vai ser a parte final da segunda rodada de oferta de tokens. Assim, o Telegram pretende atrair num futuro próximo mais de $850 milhões, e no total o Telegram espera obter $2,55 bilhões de ICO.